# 盧安夏縣

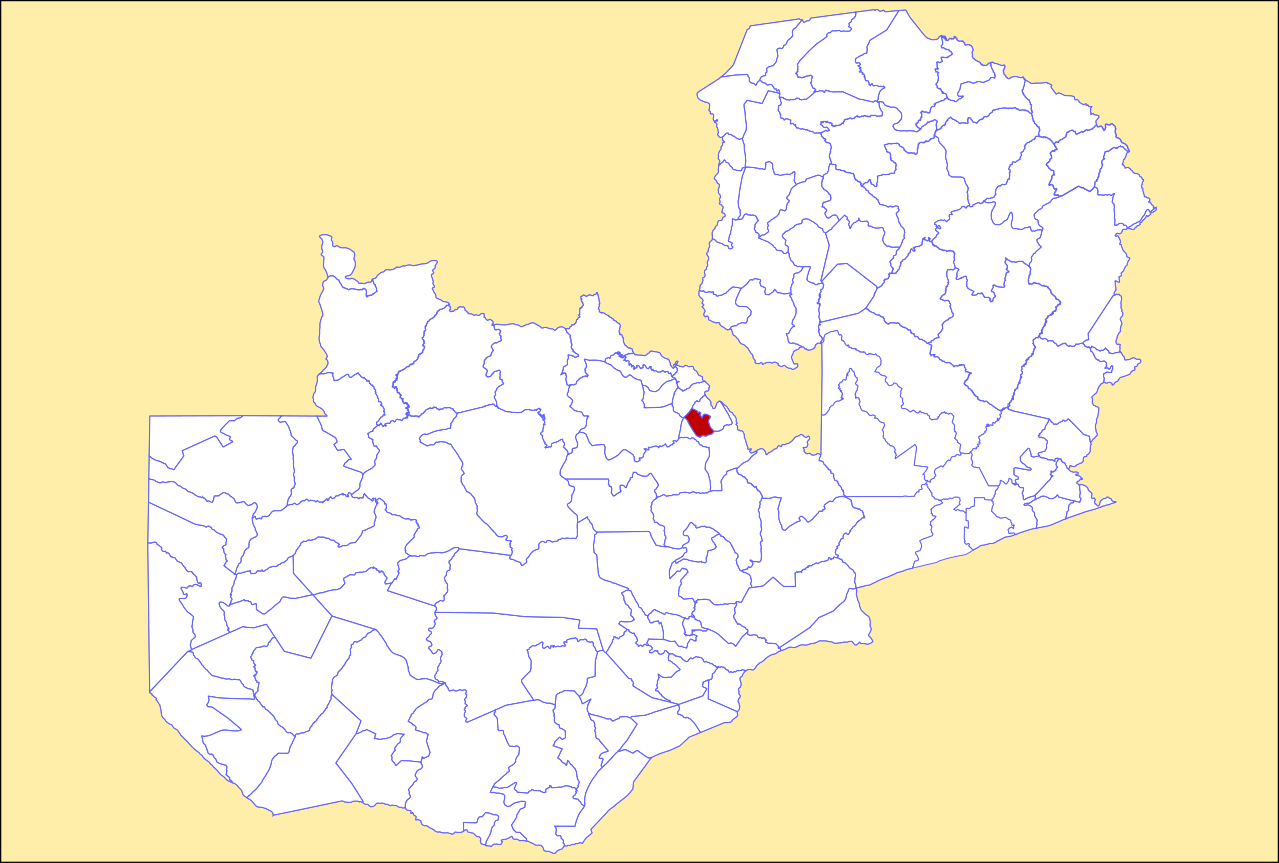

13°00′S 28°20′E / 13.000°S 28.333°E
盧安夏縣（英語：Luanshya District），是贊比亞的縣份，位於該國中部，由銅帶省負責管轄，首府設於盧安夏，面積811平方公里，2010年人口156,059，人口密度每平方公里192.4人。